# 楊憲
杨宪（？—1370年），原名毕，字希武，河東山西道宣慰司阳曲（今山西太原）人。明朝官吏。屬劉基浙東集團一員。

## 生平
有才辨，元至正十六年（1356年）朱元璋攻克建康（今南京市），杨宪前來投奔，主掌文书，又曾舉發张昶心怀元朝，深得朱元璋重用。
明洪武元年（1368年）任中书省参知政事。次年，迁右丞，赐名杨宪，在任期間彈劾左丞汪广洋奉母無狀。杨宪性格刻削，胡惟庸曾對李善長表示：“楊憲為相，我等淮人不得為大官矣。”
洪武三年（1370年）七月，任中书左丞，後李善長劾其“排陷大臣”、“放肆為奸”等事，朱元璋極刑凌遲處死他。
楊憲與劉基友好，杨宪之死反映出浙東集團與淮西集團之爭已進入白熱化階段，楊憲死後，李善長與胡惟庸的淮西集團正式掌握朝政。